# 斯莫利夫卡 (科羅斯特舍夫區)
50°14′58″N 28°59′37″E / 50.24944°N 28.99361°E
斯莫利夫卡（烏克蘭語：Смолівка）是烏克蘭北部的村莊，隸屬日托米爾州的日托米爾區。該村面積1.28平方公里，海拔高度176米。据统计，2001年，这一地区人口173，人口密度每平方公里134.7人。